# خومیزنا
خومیزنا (به لهستانی:  Chomizna) یک روستا در لهستان است که در گمینا پوشوینتنه (استان پودلاسکی) واقع شده‌است.